# Honcearîha, Katerînopil
Honcearîha (în ucraineană Гончариха) este localitatea de reședință a comunei Honcearîha din raionul Katerînopil, regiunea Cerkasî, Ucraina.

## Demografie
Componența lingvistică a localității Honcearîha
     Ucraineană (98,86%)
     Alte limbi (1,13%)
Conform recensământului din 2001, majoritatea populației localității Honcearîha era vorbitoare de ucraineană (98,86%), existând în minoritate și vorbitori de alte limbi.